# Ядерна бомба B28
Ядерна бомба B28 (Mark 28) — американська термоядерна бомба, яка встановлювалась на тактичні винищувачі США, штурмовики і бомбардувальники.  З 1962 по 1972 роки у рамках програми НАТО із обміну ядерною зброєю американські B28 також оснастили шість базованих у Європі канадських ескадрилій CF-104, відомих як "Nuclear Strike Force" (Ядерні Тактичні Сили).  Бомба також передавалась для Британських повітрянтх сил, на літаки Канберра і Валіантс.

## Історія створення

### Розробка версій IN та EX
Під час проектування TX-15 у 1953 році конструкторам стало очевидно, що можливе значне зменшення розмірів і ваги термоядерної зброї.  У листопаді 1954 року комітет TX-Theta запропонував розробку WX-27 і WX-28.  TX-27 більшого діаметра призначався як боєголовка ракети або для перевезення в середині літака, тоді як TX-28 меншого діаметра буде перевозитися зсередини або ззовні на потужних бомбардувальниках.  На нараді в грудні розглядалася можливість використання невеликої боєголовки, що дозволяє використовувати менші ракети, тому також було включено використання TX-28 як боєголовки.
Проект XW-28 був переданий Національній лабораторії Лос-Аламоса,тоді як національні лабораторії Sandia мали б правювати над неядерними частинами бомби.  У лютому 1955 року вчені Сандіа запропонували спроектувати базовий блок боєголовки і прикріпити до нього різні носові частини, кузови, плавники і запали.  Акцент був зроблений на досягненні оптимальної потужності, можливої в рамках встановлених обмежень простору та ваги, що вимагало мати набагато тоншу конструкцію корпусу, ніж у попередньої зброї.  У травні 1955 року Сандіа представила проект зброї Відділу військового застосування.
Було вирішено, що якщо зброя не може бути встановлена на всі необхідні літаки, першочергове завдання буде надано розробці бомби, призначеної для дозвукового внутрішнього або зовнішнього носіння. Проте конструктори сподівалися, що вони зможуть виготовити зброю, значно меншу за вказані 1300 кг і діаметром 640 мм.
У квітні 1955 року Сандіа працювала над розробкою запалу.  Барометричний запал було відхилено через широкий спектр систем доставки, які використовувала зброя.  Також вважалося, що таймер має переваги в місіях на низькій висоті, але вважалося, що ці переваги незначні і не виправдовують складність системи.  Врешті-решт було обрано комбінацію радіолокаційного та контактного зривання.
Розроблялися дві конструкції запобіжників: перша використовувала існуючі компоненти, тоді як останній (TX-28 Prime) потребував більшої розробки та використовував компоненти, активовані вибухівкою.  Резервне копіювання контактів спочатку не було включено в проект повітряного вибуху через побоювання, що зенітний вогонь з землі може активувати контактний запал.
У тому ж місяці Лос-Аламос поінформував комітет TX-Theta, що ядерна система може бути запущена у виробництво до січня 1958 року, тоді ж і були б готові компоненти від Санді
До травня 1955 року конструкція TX-28 зміцнилася.  Сама боєголовка мала 510 мм у діаметрі та 1200 мм у довжину, з кожним кінцем у вигляді півсфери.  Конструкція запобіжника TX-28 Prime також швидко розвивалася.  У конструкції використовувалися піротехнічні перемикачі для керування струмом попереднього нагріву, вибору таймера, теплової батареї, вибору наземного та повітряного розриву, включення контактного запобіжника, запуску двигуна з таймером, герметизації порту тиску перемикача траєкторії, підсилення газу та навіть теплової батареї.  моніторинг.  Ці перемикачі були невеликими, легкими та стійкими до ударів.
Для підвищення безпеки експлуатації зброї був включений бароперемикач.  Це була двокамерна конструкція, в якій одна камера закривалася при випуску зброї, а потім бароперемикач вимірював різницю тиску між герметичною та відкритою камерою під час падіння зброї.  На певному етапі розробки систему запалювання було змінено, щоб дозволити виключати контакт на землі.  Якщо вибрано виключення контакту, контактний запобіжник буде відключений у опції повітряного вибуху.
Початкова версія "Mod 0" використовувала внутрішнє ініціювання, але в жовтні 1955 року Сандіа описала прогрес із зовнішнього ініціювання зброї, яка зрештою стала "Mod 1" конструкцією.  Зовнішня система ініціатора складалася з джерела живлення, прецизійного таймера та джерела нейтронів, званого S-блоком.  S-блок був трубкою, наповненою газом тритієм, а один кінець був покритий титаном і заповнений дейтерієм.  Під час роботи іони тритію були прискорені до дейтерієвої мішені, яка злилася, вивільнивши 14 мегаелектронвольт (2,2 пДж) нейтронів.
Mk-28EX "Mod 0" (зовнішній) і Mk-28IN "Mod 0" (внутрішній) були випущені в червні 1957 року, а раннє виробництво було розпочато в серпні 1958 року. Діаметр зброї був 510 мм. Зброя зовнішньої конфігурації мала довжину 4300 мм і важила приблизно 930 кг з носовою частиною, що містила запал.  У внутрішній конфігурації частина боєголовки була перевернута з носовою частиною, яка була замінена на чотири клинові ребра, а хвостова частина була замінена тупим носом, який містив радіолокаційні антени та контактні кристали. У цій конфігурації зброя мала довжину 2369 мм і важила приблизно 896 кг.
Конструкція відповідала майже всім зазначеним військовим вимогам за деякими винятками.  Один з цих винятків досі засекречений, а інші полягали в тому, що бомба не мала візуальної індикації озброєння і що зброю не можна було зберігати протягом 18 місяців у готовому стані.  Замість візуальної індикації зброя спиралася на електричні сигнали, щоб підтвердити, що зброя не була взведена.  Вимога щодо зберігання не була виконана, оскільки зброя спочатку вимагала випробування тиском з інтервалом в 30 днів.

### RE та RI модифікації

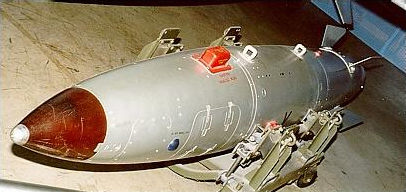
B28RE

У серпні 1955 року Комітетом TX-Theta обговорювалась концепція міцної складної бомби.  Було відзначено, що радянські радіолокаційні можливості покращуються, а атаки на великій висоті стають менш безпечними. Такий політ на малій висоті буде досить безпечним для літаків, але для цього знадобиться бомба яка витримає удар об землю перш ніж детонувати, щоб літак міг відлетіти на безпечну відстань.  Сандіа досліджувала проблему і вважала, що спроектувати бомбу, яка витримає удар від 2000 – 2900 кг/с2, можливо.
У жовтні 1955 року відбулося засідання Ради з розробки спеціальної бомби.  Сандія заявила, що вони досліджували парашути, ротошути та ракетні гальма.  Ротошути не могли впоратися з вагою вироба, а ракетні гальма накладали на зброю певні обмеження.  Парашути були багатообіцяючими, але існуючі конструкції були непридатними, і Сандія працювала над розробкою вдосконаленого парашута.  Сандія також працював над розробкою амортизуючих стільникових матеріалів, які включали випробування на падіння з вежі висотою 91 м для імітації удару зі швидкістю 41 м/с.
На початку 1956 року Сандіа дійшла висновку, що неударна боєголовка може бути використана для виробництва тимчасового варіанту і ця система відповідатиме цілям 2 роки до розробки справжньої основної зброї.  Виріб буде використовувати маленький парашут для розгортання більшого гальмівного парашута.  Це вимагало розробки нового хвоста бомби, що могло б посилити проблеми з висотою польоту літака-носія.
Дозвіл на виробництво зброї RE було видано в січні 1957 року, а проектний випуск – у квітні 1958 року.  Зміни включали нову систему контролю висоти, яка замінила бароперемикачі на основі датчика швидкості.  Це зняло певні обмеження на доставку Mk-28 "Mod 0". Конструкція також включала систему інтеграції прискорення для виявлення, чи не розгорнувся парашут, і запобігання взведення бомби.
Mk-28RE (зовнішня уповільнена) мала довжину 4200 мм і важила 970 кг.  Конструкція складалася з Mk-28 Mod 1 Fuse і набору Mk-28 Mod 0 RESC (компоненти уповільненої зовнішньої форми).  Він був доступний лише з боєголовкою Mod 1.  Боєголовка Mod 1 мала такі ж варіанти потужності, як і Mod 0, але не всі варіанти потужності розглядалися.
Версія Mk-28RI (англ. Retarded Internal - Затриманий внутрішній) була розроблена, випущена в квітні 1959 року, і була виготовлена в червні 1960 року. Конструкція важила 1027 кг і була в довжину 3400.  Конструкція складалася з Mk-28 Mod 2 Fuse і того ж Mk-28 Mod 0 RESC, що й версія RE.  Вона також використовувала боєголовку Mod 1.

### FI версія

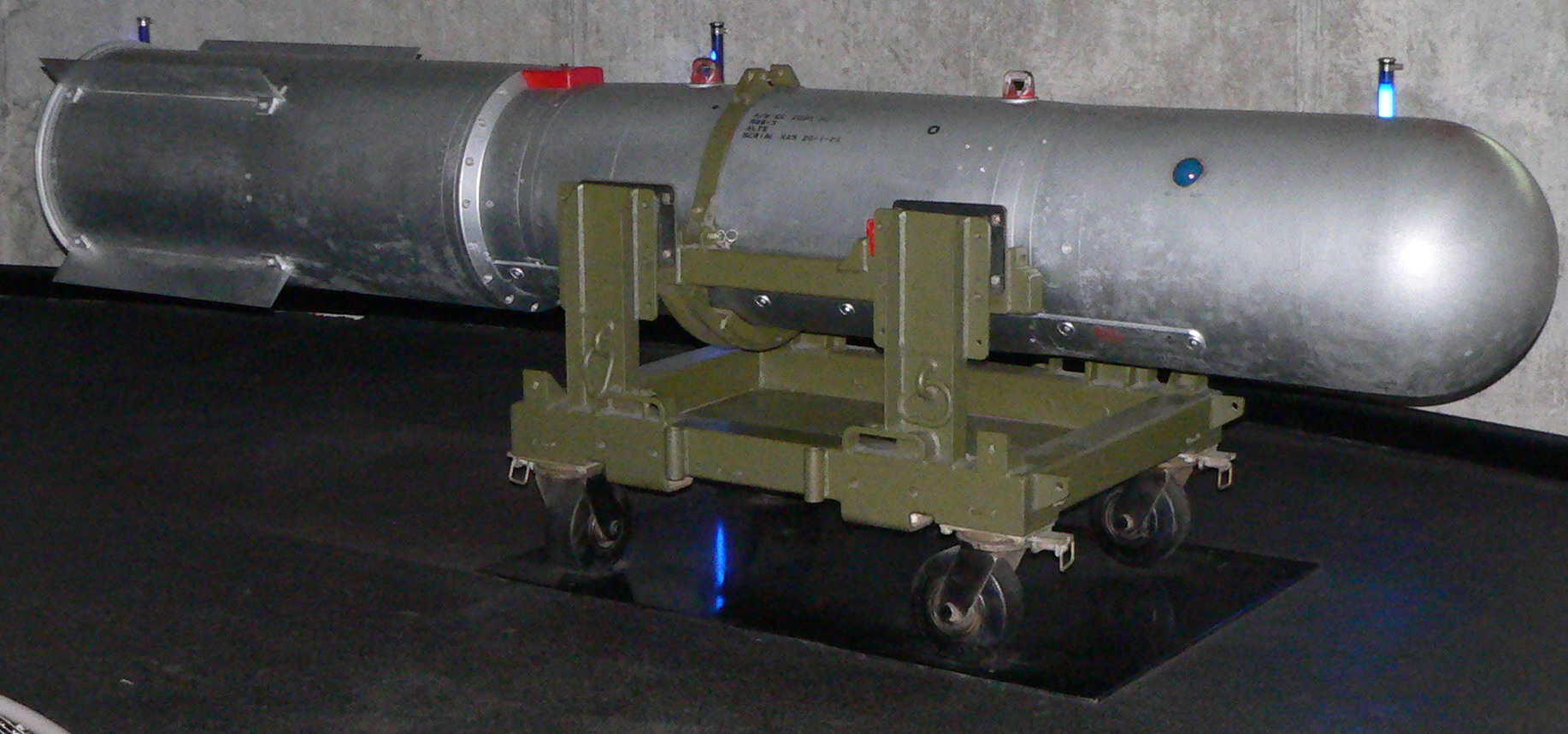
B28FI для B52

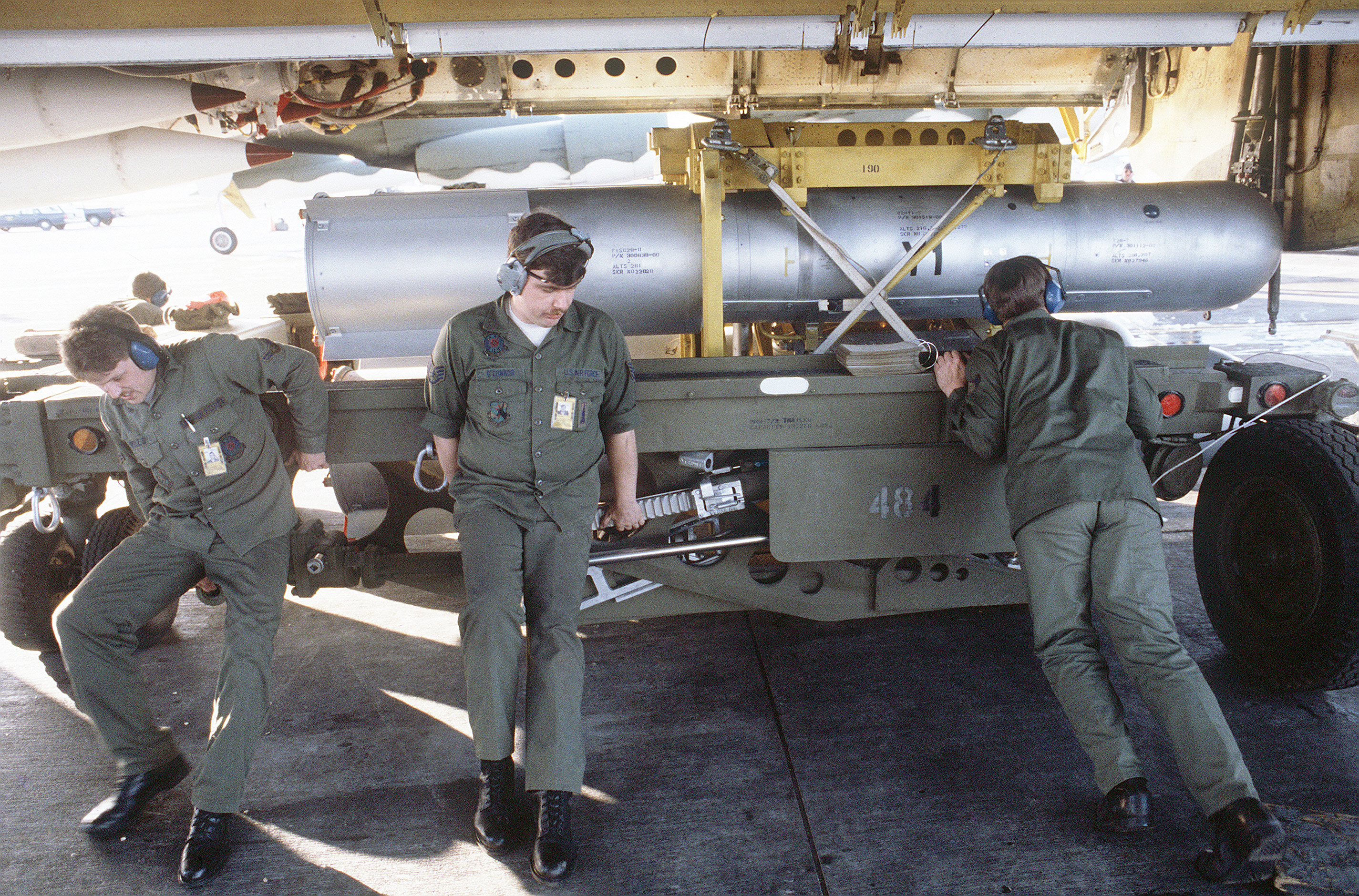
B28FI вивантажується з Boeing B-52H в 1984 році. Завдяки технікам можна побачити розміри бомби.

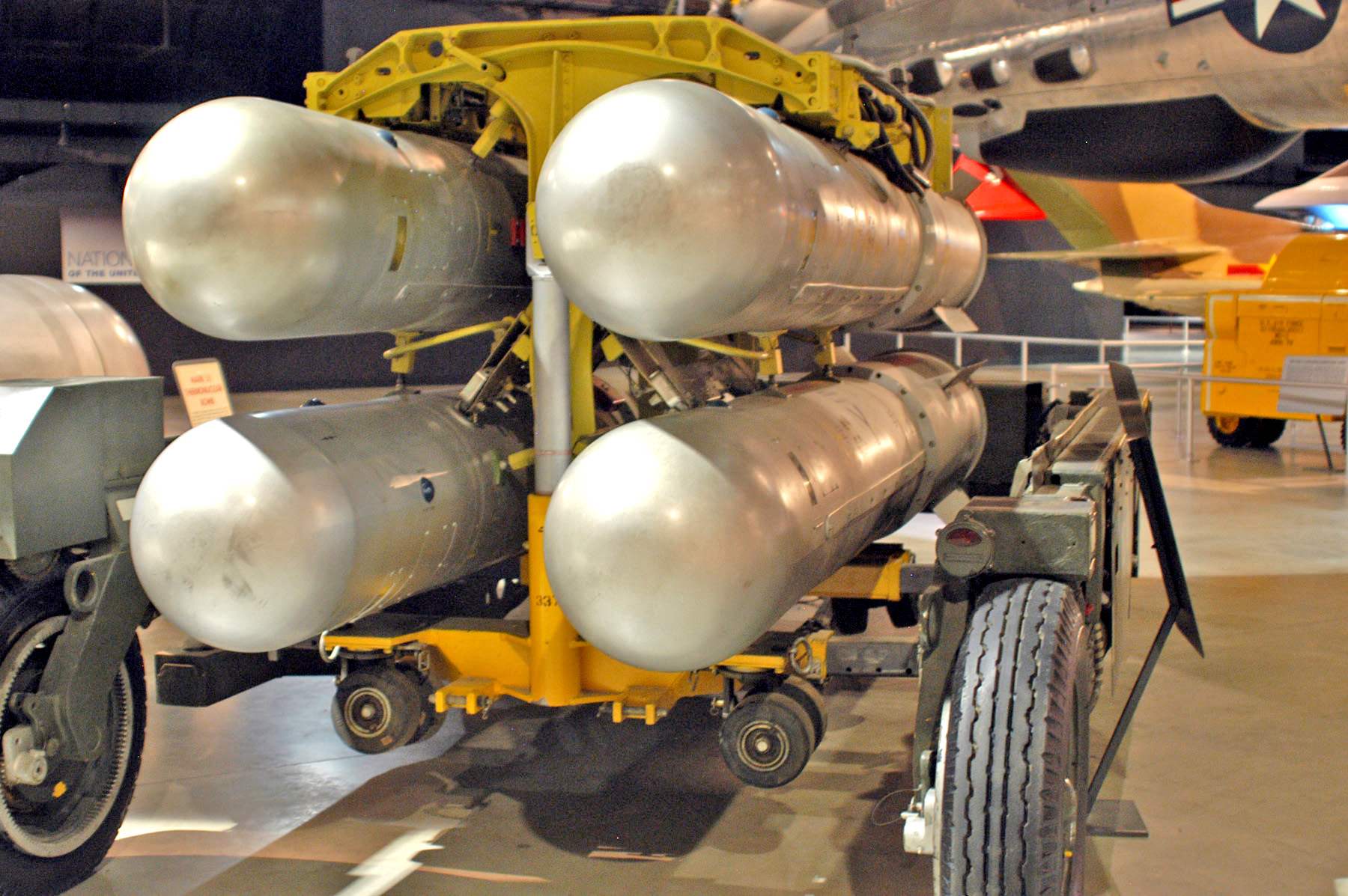
"Касети" BDU-16/E для B28FI.

Mk-28FI стала результатом роботи під час розробки модифікації RE та RI. Версія базувалась на багатообіцяючих результатах від боєголовки ТХ-28-X2 (яка стала боєголовкою Mod 1) і мала б опцію повного заряду.  Попередня версія вимагала, щоб бомбардувальник B-52 літав на висоті принаймні 460 м, щоб заряд спрацював та вцілів.  Була надія, що модифікація FI зменшить цю висоту до 150 м.
Пропозиція включала вимоги щодо уповільненого вибуху на поверхні землі (укладання), уповільненого повітряного вибуху, повітряного вибуху після вільного падіння та наземного вибуху після вільного падіння.  Вибір повітряного або наземного вибуху буде варіюватися за допомогою обладнання для керування літаком, тоді як варіант укладання буде автоматично обирати якщо зброя опускається нижче певної висоти з характерним для неї тиском.  Більшість компонентів були взяті з інших програм, тобто основним завданням програми була розробка структури, що пом'якшує удари, і проведення випробувань запобіжників.
У серпні 1960 року були видані експлуатаційні вимоги до боєголовки TX-28-X3.  Ці вимоги включали здатність витримувати падіння з висоти 150 м і перевозитися всередині бомбардувальників B-47 і B-52.  На носову частину бомби було накладено 200 мм "стільників", які можна було б зняти, і додали ще один парашут, що збільшує загальну кількість до чотирьох.
Модифікація Mk-28FI була випущена в жовтні 1961 року. Вона мала діаметр 560 мм, довжину 3700 мм і вагу 1070 кг.  Конструкція складалася із запобіжника Mk-28 "Mod 3" і Mk-28 "Mod 0 FISC" (компоненти внутрішньої форми з повним згорянням).  Бомба не могла використовувати попередні боєголовки Mk-28, тому підходила лише для TX-28-X3.
Час падіння та затримки повітряного вибуху зброї становив 79 секунд.  У режимі наземного вибуху, зброю потрібно було скинути з висоти від 150 до 730 м), щоб бомба досягла землі за 79 секунд.  Час падіння з висоти 150 м становив приблизно 10 секунд.  Висота розриву уповільненого повітряного вибуху залежала від висоти скидання. Зброя була недієздатною на висотах від 3 700 до 5 200 м, оскільки вільне падіння або сповільнений запал вибирався випадковим чином.

## Модифікації
Було виготовлено двадцять різних версій B28, які відрізнялися потужністю та безпекою.  B28 використовував принцип «будівельного блоку», дозволяючи різноманітні комбінації компонентів для різних літаків і завдань.
Основними конфігураціями були:
- B28EX – (EXternal), оптимізована для доставки ззовні літака, вільнопадаюча.  Специфікації конструкції передбачені для перевезення на літаках: В-47, B-52, B-57, B-66, F-84F, F-100, F-101,  F-105 і літаки ВМС: AJ-1, AJ-2, A2U-1, A3D-1, A-4, F2H, F3H-2, F7U-3 і P6M.

- B28IN – (INternal) версія для внутрішнього перевезення, вільнопадаюча, створена в першу чергу для Republic F-105 Thunderchief і B-52.

- B28RE – (Retarded External) оптимізована версія для зовнішнього перевезення, мала парашутний сповільнювач для скидання на малій висоті.

- B28RI – (Retarded Internal) зброя для розміщення всередині літака. Специфікації бомби передбачають перевезення на B-47, B-52 і B-66.

- B28FI – (Full-fusing Internal) версія внутрішнього перевезення. Технічні характеристики передбачають перевезення B-47 і B52.  В B28FI не використовувалися боєголовки Mod 0 і Mod 1, оскільки вони не були посилені для доставки на кладку.

Були виготовлені такі модифікації:
- Mod 0 – Використовується на ракеті "земля-земля" TM-76 Mace і крилатій ракеті GAM-77 Hound Dog.  Мод використовував внутрішній ініціатор, тоді як наступні модифікації використовували зовнішні нейтронні ініціатори.

- Mod 1 – конструкція TX-28-X2. Також використовувався у ракетах Mace і Hound Dog.

- Mod 2 – конструкція TX-28-X3.  Мод був посилений для використання з конфігурацією B28FI.

- Mod 3 — Мод мав Cat A PAL.

- Mod 4 – посилена версія для використання з конфігурацією B28FI.

Варіанти потужностей були:
- Y1 – 1,1 мегатонни в тротиловому еквіваленті.

- Y2 – 350 кілотонн в тротиловому еквіваленті.

- Y3 – 70 кілотонн в тротиловому еквіваленті.

- Y4 – зброя поділу, можливо, використовувалась боєголовка W34.

- Y5 – 1,45 мегатонни в тротиловому еквіваленті.

Всього було виготовлено близько 4500 B28.  Остання одиниця була знята з експлуатації у 1991 році.

## Схожі схеми
Боєголовка W49 для балістичних ракет Тор,  Атлас,  Юпітер та Титан I — це боєголовка W28Y1 зі знятою внутрішньою системою живлення. Вона була у двох варіантах,  Y1 з потужністю 1,1 мегатонни тротилу і Y2 з виходом 1,45 мегатонни тротилу.  Модулі з 0 по 2 були ініційовані внутрішньо, а Mod з 3 по 6 були ініційовані ззовні.  Початкова боєголовка Mod 0 не мала датчика навколишнього середовища, поки не було висловлено побоювання щодо випадкової або навмисної (саботажної) детонації.

## Інциденти
- 1966 рік Авіакатастрофа над Паломаресом
- 1968 рік Авіакатастрофа над базою Туле[2][3]
- Аварія на аеродромі "Greenham Common"